# Juri Steinhart

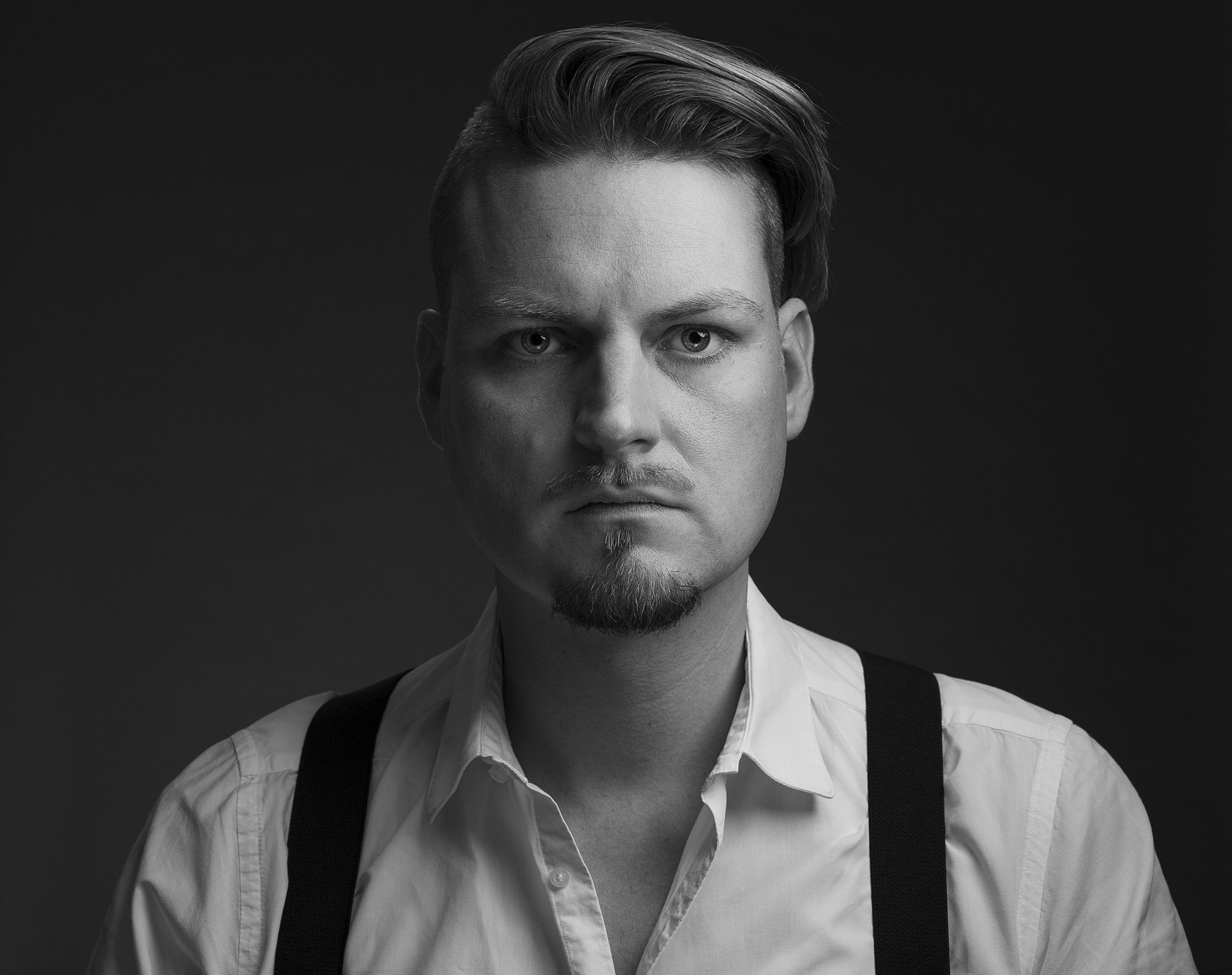
Juri Steinhart

Juri Steinhart (* 11. Juni 1980 in Bern) ist ein Schweizer Drehbuchautor sowie Theater- und Filmregisseur. 

## Leben und Werk
Juri Steinhart wuchs in Bern auf. Seine Mutter war Flight Attendant, sein Vater Architekt. Ab 1998 besuchte er Schauspielunterricht am Konservatorium Bern. 2001 bis 2009 war er Produktionsmitarbeiter bei Kino- und Fernsehproduktionen im Bereich Regieassistenz und Aufnahmeleitung. 2004 bis 2005 studierte er an der Hochschule Luzern, Fachbereich Video. 2005 bis 2008 absolvierte er den Studiengang Film an der Zürcher Hochschule der Künste (ZHdK). Das Studium schloss Juri Steinhart mit Auszeichnung ab.
Juri Steinhart entwickelt Stoffe für Kino und TV. Gerne provoziert er mit innovativen Erzählformen und satirischen Inhalten wie der avantgardistischen und umstrittenen Trash-Mockumentary-Serie Experiment Schneuwly im Schweizer Fernsehen. Sein Spielfilmdebüt Lasst die Alten sterben ist ein tragisch-komischer Film über Jugendliche, die in einer Welt aus Zuckerwatte nach Luft schnappen. Eine Momentaufnahme einer Generation, die einen Grund für ihr Unwohlsein sucht und sich aus der Langweile befreien will – und dabei höchstens die eigene Inhaltslosigkeit entlarvt.
Juri Steinhart vermittelt sein Wissen an verschiedenen Institutionen sowie als Gastdozent an der Hochschule der Künste Bern (HKB) und als Leiter des Lehrgangs Film an der Schule für Gestaltung Bern (SfGB-B).
Juri Steinhart ist Vater von zwei Kindern.

## Filmografie (Auswahl)
- 2007: Der leere Briefkasten (Kurzfilm)
- 2007: Bon Appétit (Kurzfilm)
- 2008: Wo ist Max (Kurzfilm)
- 2013–2020: Experiment Schneuwly (TV-Serie)
- 2017: Lasst die Alten sterben (Spielfilm)

## Theatergrafie (Auswahl)

### Inszenierungen
- 2023: A N G E Z O G E N (Schlachthaus Theater Bern)[1]
- 2025: Schneuwlys machen ein Theater (Theater Matte)[2]